# Morir (o no)
Morir (o no) és pel·lícula catalana dirigida per Ventura Pons l'any 2000, basada en el text teatral de Sergi Belbel Morir (un instant abans de morir). Gravada originalment en català, fou emesa per TV3 el 10 de juliol de 2003. Pons es va inspirar en un incident que li va passar a Mèxic el 1989 i en el qual va salvar la vida de miracle.

## Argument
La pel·lícula mostra set històries independents que culminen cadascuna d'elles amb la mort d'un dels protagonistes al llarg d'una nit a una gran ciutat. Un director de cinema que vol sortir del seu sot creatiu, un heroïnòman que no es resisteix a la droga, una nena que s'ofega amb els ossos del pollastre, un malalt que no arriba al botó d'alarma de l'hospital, una histèrica que s'atipa amb pastilles i aigua del Carme, un jove motorista atropellat per la policia i un executiu víctima d'un assassí a sou. Tanmateix, les set històries s'encadenen en clau d'humor, tots els personatges tenen relacions entre ells i finalment no mor ningú.

## Repartiment
- Carme Elias...	Dona
- Lluís Homar...	Director
- Roger Coma...	Motorista
- Marc Martínez	 ... Heroïnòman
- Anna Azcona	 ...	Germana
- Carlota Bantulà ...	Nena
- Vicky Peña...	Mare
- Amparo Moreno...	Infermera
- Mingo Ràfols...	Malalt
- Mercè Pons...	Dona policia
- Anna Lizaran...	Senyora
- Francesc Albiol ...	Home policia
- Francesc Orella...	Víctima
- Sergi López i Ayats	... Assassí
- Santi Ibáñez	... Policia control

## Premis
Va rebre un premi del Jurat al Festival de Cinema d'Espanya de Tolosa de Llenguadoc de 2000, el premi al millor actor català de cinema (Marc Martínez) als Premis Butaca i el Premi OCIC al Festróia.